# Ryszard Cebula
Ryszard Cebula (ur. 1966) – polski dziennikarz radiowy i telewizyjny.

## Życiorys
Karierę dziennikarską rozpoczął w 1990 roku w RMF FM. Na początku pracował w radiowej agencji informacyjnej, a później czytał serwisy informacyjne. Po przeprowadzce do Warszawy współprowadził programy tworzone wspólnie przez RMF FM i Polsat – „Polityczne Graffiti” (1996–2000), a następnie przez RMF FM i TVP1 – „Krakowskie Przedmieście 27" (2000–2002).
W latach 2002–2010 pracował w TVN, gdzie prowadził program „Uwaga!”. Od stycznia do grudnia 2011 był gospodarzem emitowanego codziennie programu Prosto z Polski w TVN24. Od stycznia 2012 do grudnia 2015 prowadził codzienny program „Blisko ludzi” w TTV. Od stycznia do czerwca 2016 program ten nadawany był w soboty w TVN24. Od września 2016 do marca 2017 prowadził program Express w TTV. Od marca 2017 ponownie prowadzi program „Uwaga!” w TVN.
Ryszard Cebula wraz z Marcinem Leśkiewiczem zdobył trzecie miejsce w głosowaniu na Telekamery 2006 w kategorii: program społeczno-interwencyjny. Zdobył tytuł człowieka Pro Publico Bono.
Przez krótki okres był rzecznikiem prasowym Polskich Portów Lotniczych (PPL) – firmy zarządzającej lotniskiem Okęcie w Warszawie.

## Nagrody
- 2004: Nagroda Człowieka Pro Publico Bono[1].
- 2006: Nominowany do Telekamery 2006 w kategorii Program społeczno-interwencyjny.